# Хусатоник (река)

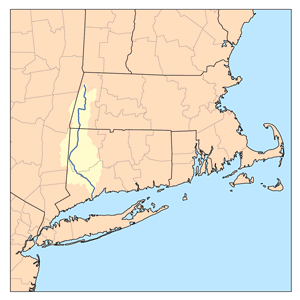
Бассейн Хусатоника

Хусато́ник (англ. Housatonic River  [ˌhusəˈtɒnɪk]) — река в западной части штатов Массачусетс и Коннектикут. Длина реки — около 240 км.
Истоки реки находятся в Аппалачах в северо-западной части Массачусетса в округе Беркшир. Русло реки разделяет горные хребты Таконик и Беркширы. Впадает река в пролив Лонг-Айленд.
На реке построено 5 гидроэлектростанций.